# Phalotris mertensi
Phalotris mertensi là một loài rắn trong họ Rắn nước. Loài này được Hoge mô tả khoa học đầu tiên năm 1955.